# ジャック・ハーロウ
ジャック・ハーロウ（Jack Harlow、本名: Jackman Thomas Harlow、1998年3月13日 - ）は、アメリカ合衆国ケンタッキー州ルイビル出身のラッパー、ソングライター、ヒップホップミュージシャン。ミュージック・コレクティヴのPrivate Gardenの創設メンバーでもある。
ドン・キャノンとDJドラマのレーベルGeneration Nowおよびアトランティック・レコードと契約。2020年の楽曲「Whats Poppin」が全米ビルボードホット100で2位を記録したことで知られている。

## 来歴

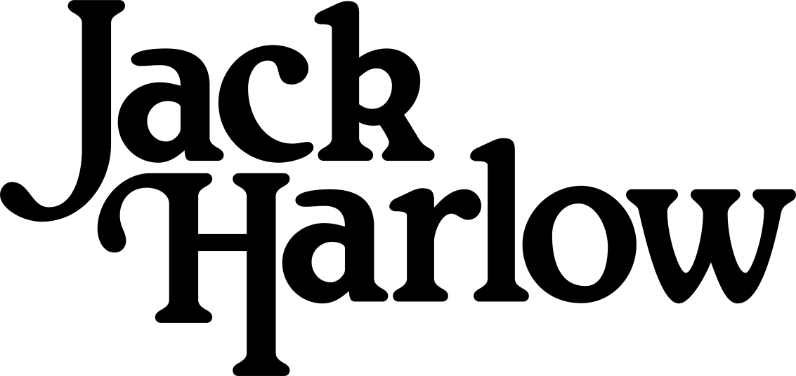
ジャック・ハーロウのロゴ

2015年11月、初の商業作品となるEP『The Handsome Harlow』をリリースする。
2016年6月、自身のレーベルであり、ミュージック・コレクティブでもあるPrivate Gardenからミックステープ『18』をリリースした。翌年、ジャック・ハーロウはサウス・バイ・サウスウエスト、ボナルーなどに出演する。
2017年11月、ミックステープ『Gazebo』をリリースする。
2018年8月、DJドラマとドン・キャノンのレーベルであり、アトランティック・レコードの傘下であるGeneration Nowと契約。 8月17日、メジャーデビューとなるミックステープ『Loose』をリリースした。
2019年9月20日、ミックステープ『Confetti』をリリースする。
2020年1月、JetsonMadeとPooh Beatzがプロデュースしたシングル「Whats Poppin」をリリースした。同曲はTikTokで広くシェアされ、全米ビルボードホット100で2位を記録する大ヒットとなる。8月11日、XXLマガジンのフレッシュマンクラスに選ばれる。第63回グラミー賞では「Whats Poppin」が最優秀ラップ・パフォーマンス賞にノミネートされた。

## 音楽性
ジャック・ハーロウは白人ラッパーであることについて「人種差別の経験がどのようなものかを真に知ることはできない」と述べており、その知識を念頭に置いて作品に取り組むことが白人ラッパーとしての自身の責任だと述べている。彼は自分の音楽が白人のリスナーに影響を与えて、アメリカの人種差別に対してより大きな共感と意識を持つようになることを願っている。白人ラッパーとしての自分の立場を「自分のものではない文化の家の中にいる客人」のようなものだと表現している。

### 影響を受けたアーティスト
ジャック・ハーロウは影響を受けたアーティストとしてエミネム、ドレイク、カニエ・ウェスト、ジェイ・Z、リル・ウェイン、アウトキャスト、ポール・ウォール、ウィリー・ネルソン、ジョニー・キャッシュ、ホール＆オーツ、ジェシー・マッカートニーなど、様々なジャンルのミュージシャンを挙げている。ジャック・ハーロウは映画からも影響を受けており、自分の曲を「短編映画のようなもの」にすることを目標にしている。彼の好きな映画監督はマーティン・スコセッシ、クエンティン・タランティーノ、アルフレッド・ヒッチコックである。

## 人物
ジャック・ハーロウはBlack Lives Matterの運動を支持しており、2020年には故郷で起きたブリオナ・テイラーへの銃撃事件に抗議するための集会に参加している。

## ディスコグラフィ
アルバム
- Thats What They All Say (2020年)
- Come Home the Kids Miss You (2022年)
- Jackman (2023年)